# ای۲۳ای (کوه یخی)

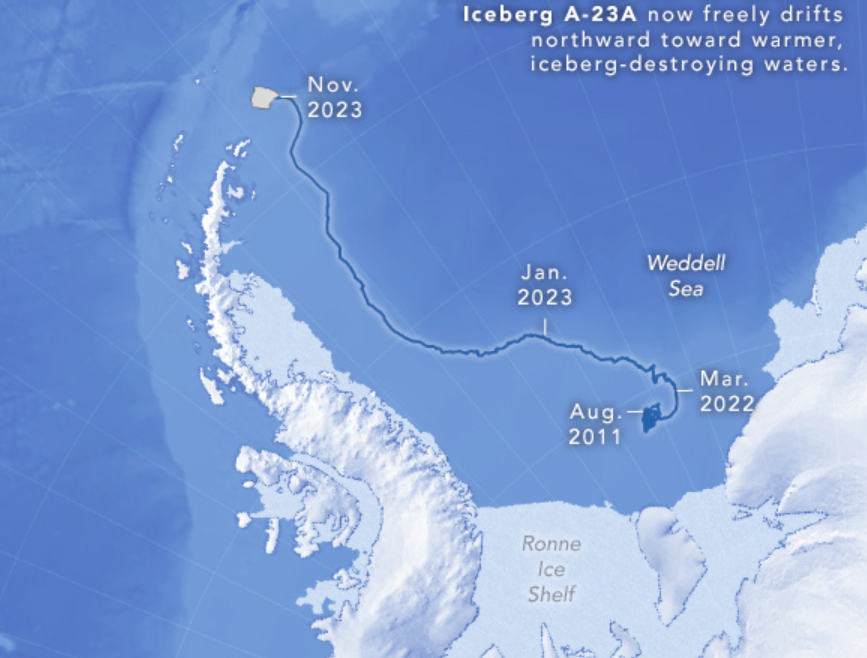
نمودار کوه یخ قطب جنوب

ای۲۳ای (انگلیسی: A23a) کوه یخی بزرگی است که در سال ۱۹۸۶ از جزیره یخی فیلشنر-رونه (Filchner-Ronne) جدا شد. این کوه بزرگ یخی سپس برای سال‌ها در بستر دریا در زیر جزیره یخی گیر کرد اما در سال ۲۰۲۰ پی از حدود ۳۰ سال شروع به حرکت کرد. مساحت ای۲۳ای حدود ۳۹۰۰ کیلومتر مربع (۱۵۰۰ مایل مربع) است که باعث شد یکی از بزرگ‌ترین کوه‌های یخی در جهان باشد، تا زمانی که اندازهٔ کوه یخی ای۷۶ از آن پیشی گرفت.
ایستگاه دروژنایا۱؛ تا زمان جدا شدن ای۲۳ای روی این کوه یخی قرار گرفته بود. در پی جدا شدن آن، در یک مأموریت نجات که در سال ۱۹۸۷ آغاز شد در نهایت پایگاه به دروژنایا۳ منتقل شد و به آن تغییر نام داد.